# Großsteingräber bei Basedow
Die Großsteingräber bei Basedow sind drei megalithische Grabanlagen der jungsteinzeitlichen Trichterbecherkultur bei Basedow im Landkreis Mecklenburgische Seenplatte (Mecklenburg-Vorpommern). Die Gräber 1 und 3 tragen die Sprockhoff-Nummern 398 und 398a. Die Gräber 1 und 3 wurden 1898 von Robert Beltz untersucht. Ewald Schuldt ergrub 1968 Grab 1, befreite Grab 2 von Bewuchs und führte an Grab 3 eine kleine Nachuntersuchung durch.

## Lage
Die Gräber 1 und 2 befinden sich nördlich von Basedow im Schlosspark. Grab 2 liegt 150 m westlich von Grab 1. Grab 3 befindet sich 4,4 km südwestlich hiervon im Waldstück Tiergarten, direkt westlich der Landstraße. Die Gegend um Basedow ist reich an weiteren vorgeschichtlichen Gräbern. Hierzu gehören mehrere Dutzend Grabhügel und zahlreiche Flachgräber.
Grab 2 wird bei Ernst Sprockhoff nicht aufgeführt, er führt stattdessen Grab 3 unter der Nummer 2. Hier wird der Nummerierung von Ewald Schuldt gefolgt, an die sich auch das Landesdenkmalverzeichnis anlehnt.

## Beschreibung

### Grab 1
Bei Grab 1 handelt es sich um einen nord-südlich orientierten Großdolmen mit einer Länge von 3,25 m, einer Breite von 1,25 m im Süden bzw. 1,70 m im Norden und einer Höhe zwischen 1,6 m und 1,7 m. Er besteht aus drei Wandsteinpaaren an den Langseiten, einem Abschlussstein an der nördlichen Schmalseite und drei Decksteinen, die alle noch vorhanden sind. Die beiden äußeren Decksteine weisen Schälchen auf. Am Südende der Kammer wurden zwei Abschlussplatten und zwei Schwellensteine aus Rotsandstein angetroffen. Der Grabkammer ist ein kleiner, 0,8 m hoher Vorraum vorgelagert, der aus drei Wandsteinplatten aus Rotsandstein im Westen und Süden sowie einem Deckstein besteht und der im Osten einen Zugang freilässt.

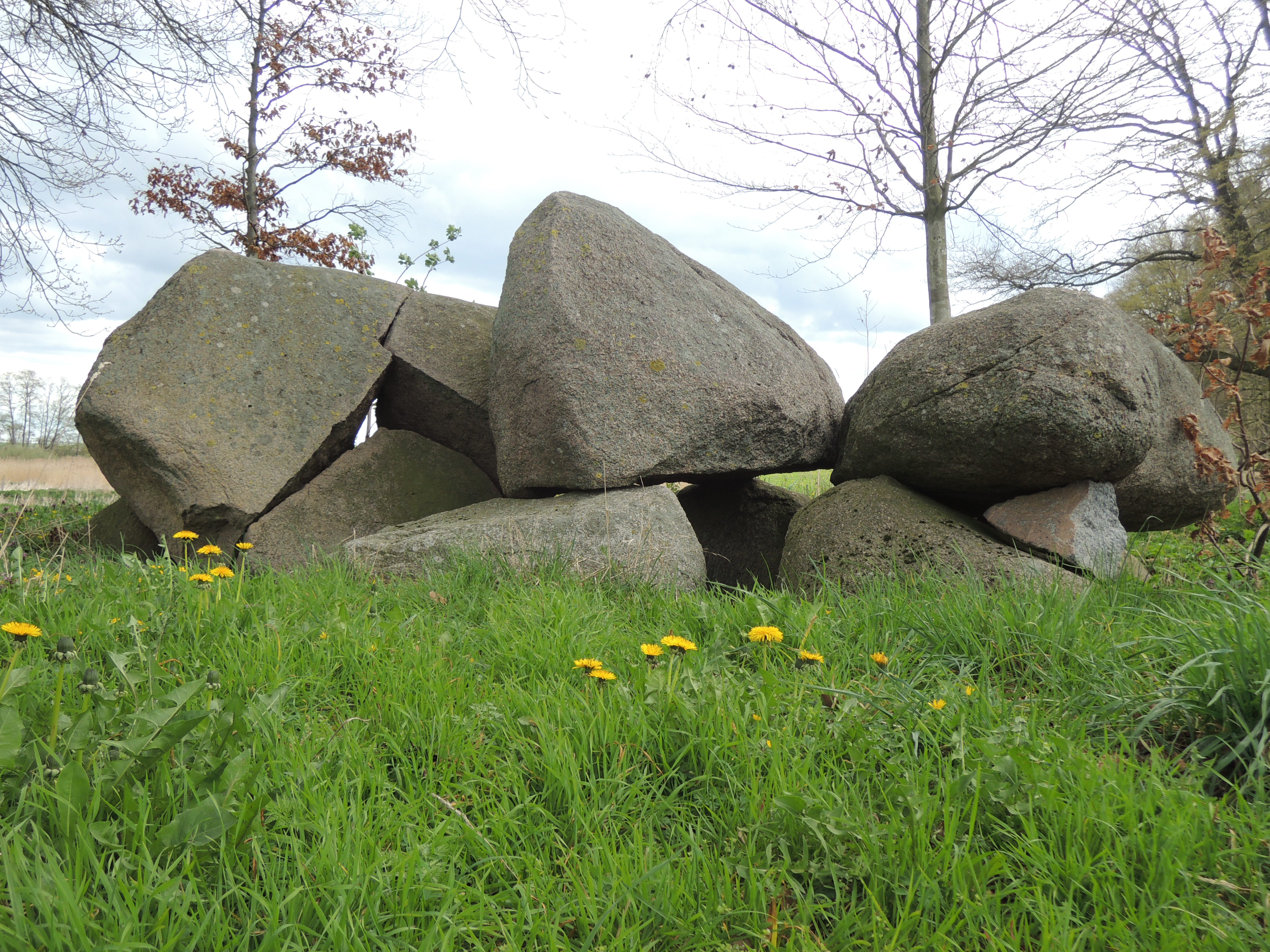
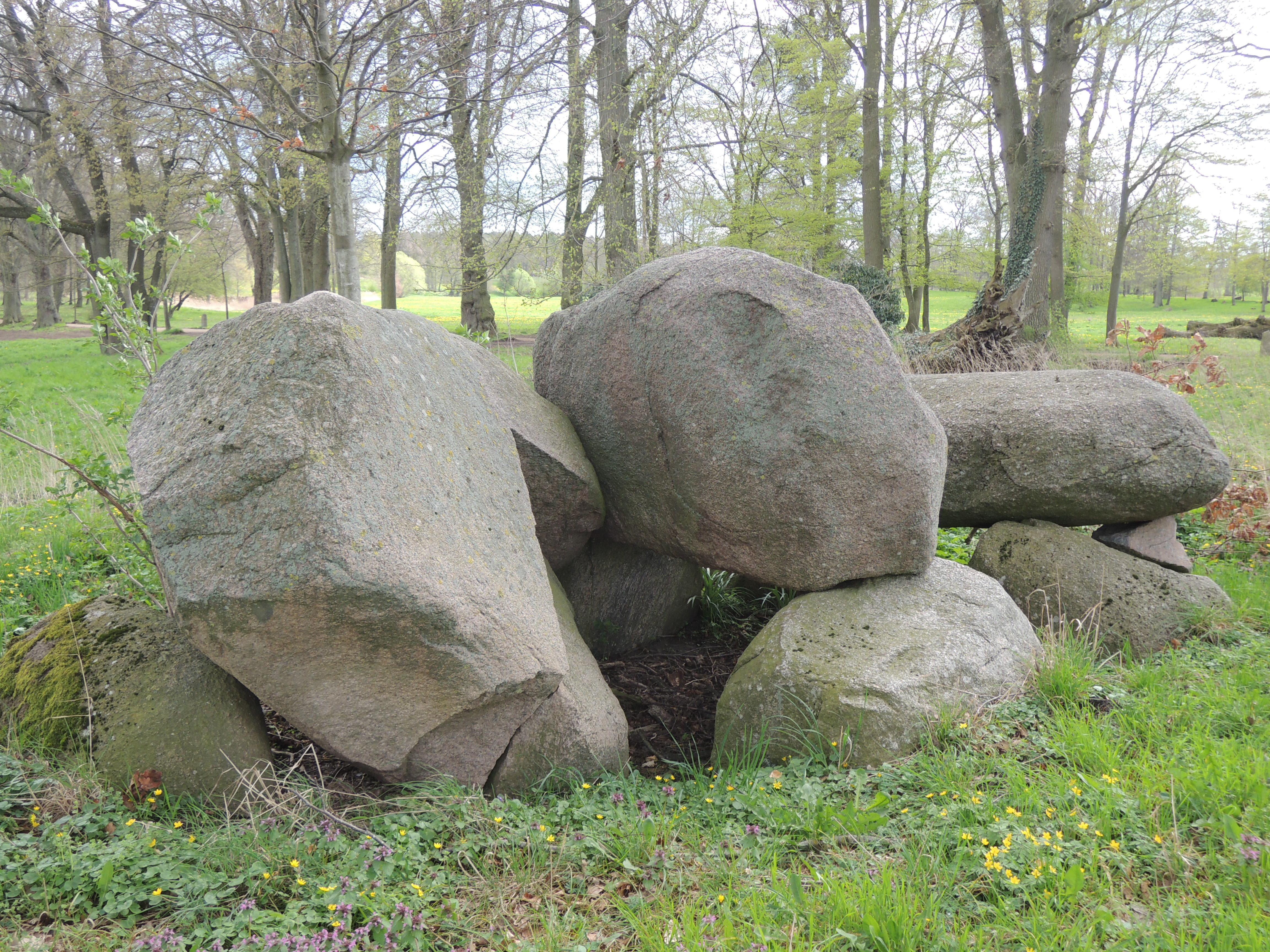
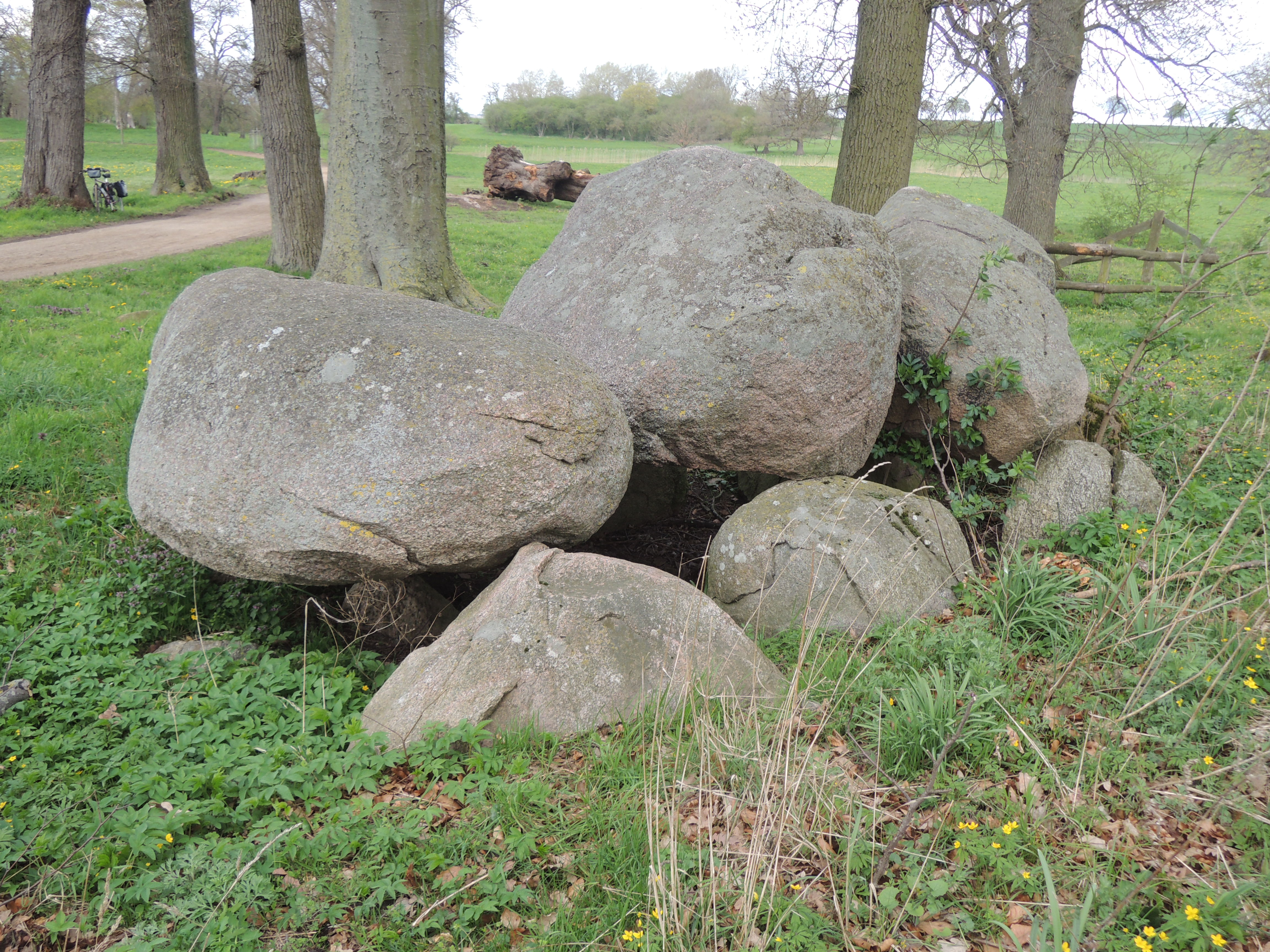
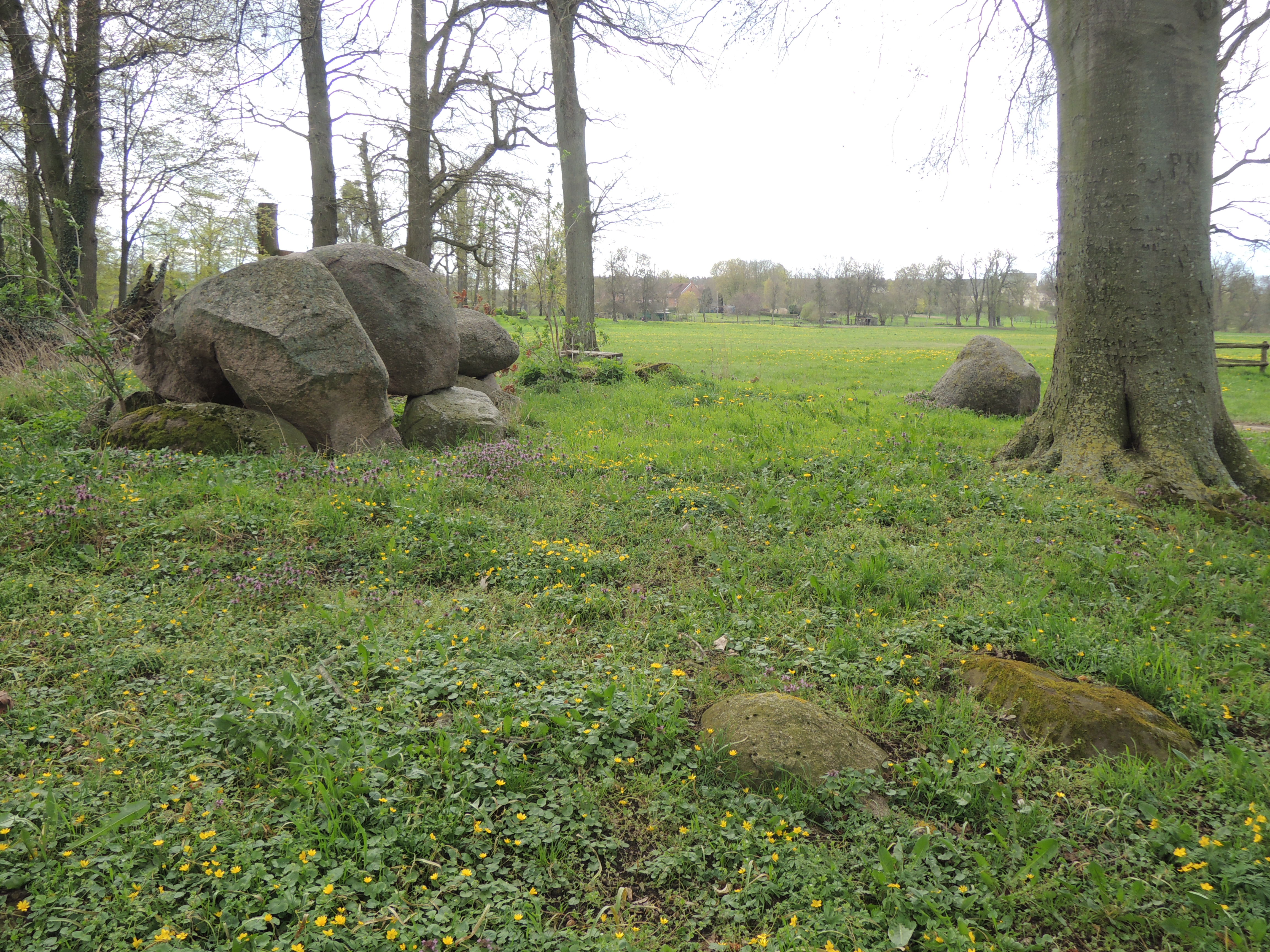

Bereits Robert Beltz hatte bei seiner unpublizierten und nur in der Ortsakte erwähnten Untersuchung festgestellt, dass die Grabkammer mit Steinen verfüllt war. Schuldt entfernte die Verfüllung. Er stellte fest, dass sie bis 0,6 m unter der Oberkante der Wandsteine durchwühlt war und aus grauschwarzem, sandigem Material bestand. Darunter war die Verfüllung fest und mit Rollsteinen durchsetzt. In den Zwischenräumen der Wandsteine konnte Trockenmauerwerk aus roten und grauen Sandsteinplatten festgestellt werden. Das Bodenpflaster bestand aus vier Schichten, in denen sich jeweils zuunterst Lehm und zuoberst Rotsandsteinplatten abwechselten. Auch im Vorraum wurde ein Pflaster aus Rotsandsteinplatten festgestellt.
Etwa 3–4 m von der Kammer entfernt stellte Schuldt mehrere Steinblöcke fest, die zur ursprünglichen Umfassung gehörten und die belegten, dass das Grab ursprünglich ein rechteckiges Hünenbett besaß, dessen genaue Maße sich aber nicht mehr bestimmen lassen, da ein angrenzender Bach es zu stark hat erodieren lassen.
Im Inneren der Kammer wurden zahlreiche Funde gemacht. Bereits Beltz war auf ein Feuerstein-Messer getroffen. Schuldt fand zahlreiche Knochen. Dabei handelte es sich um in Unordnung befindliche Menschenknochen sowie außergewöhnlich viele Tierknochen. Es konnten fünf menschliche Schädel sowie größtenteils zerbrochene Extremitätenknochen festgestellt werden. Die Tierknochen stammten vom Wildschwein. An Feuersteingeräten wurden zwei Flachbeile, ein Schmalmeißel, ein Bohrer, zwei Schlagsteine, drei flächig retuschierte Pfeilspitzen, fünf querschneidige Pfeilspitzen und ein Klingenkratzer gefunden. Die Kammer enthielt auch zahlreiche Keramikscherben, die sich zum Teil zu Gefäßen rekonstruieren ließen. Bei mehreren handelte es sich um Kugelamphoren aus einer Nachbestattung der Kugelamphoren-Kultur. Zu den weiteren Beigaben gehörten ein „Gnidelstein“ (ein von der Brandung rundgeschliffener Feuerstein), mehrere Bernstein-Perlen in verschiedenen Formen, ein Knochenpfriem sowie ein Gerät aus einem Eberzahn.

### Grab 2

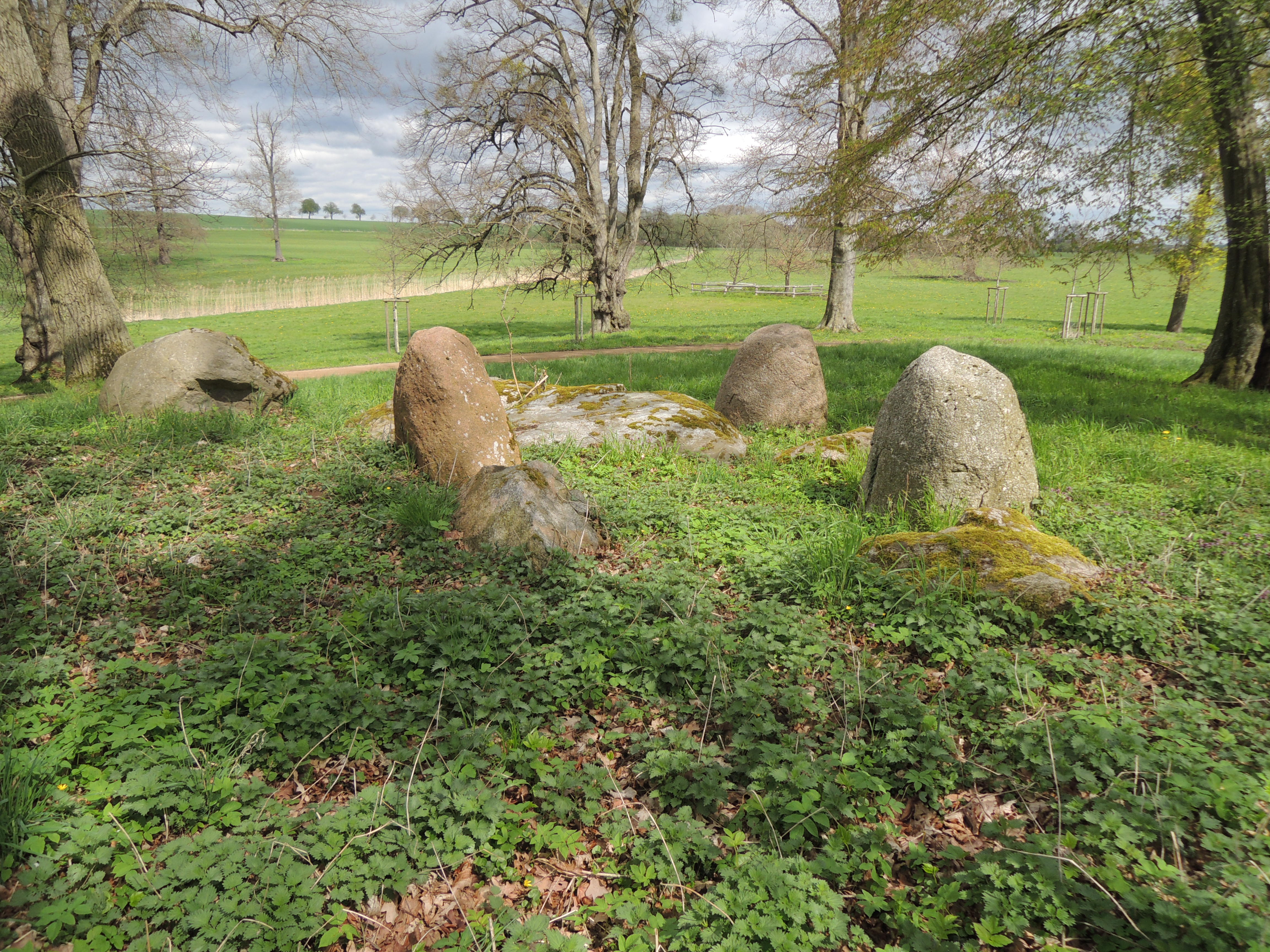
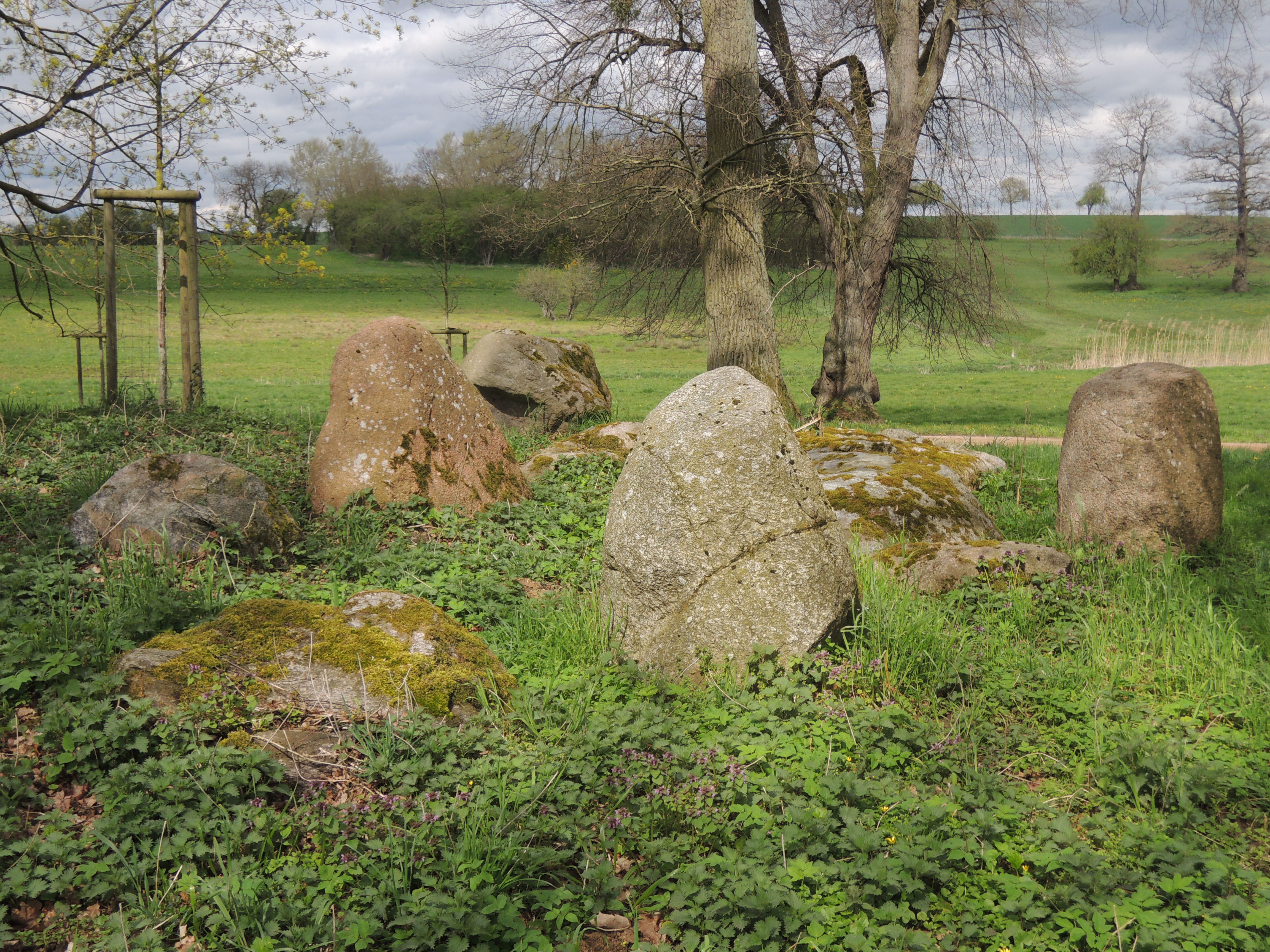
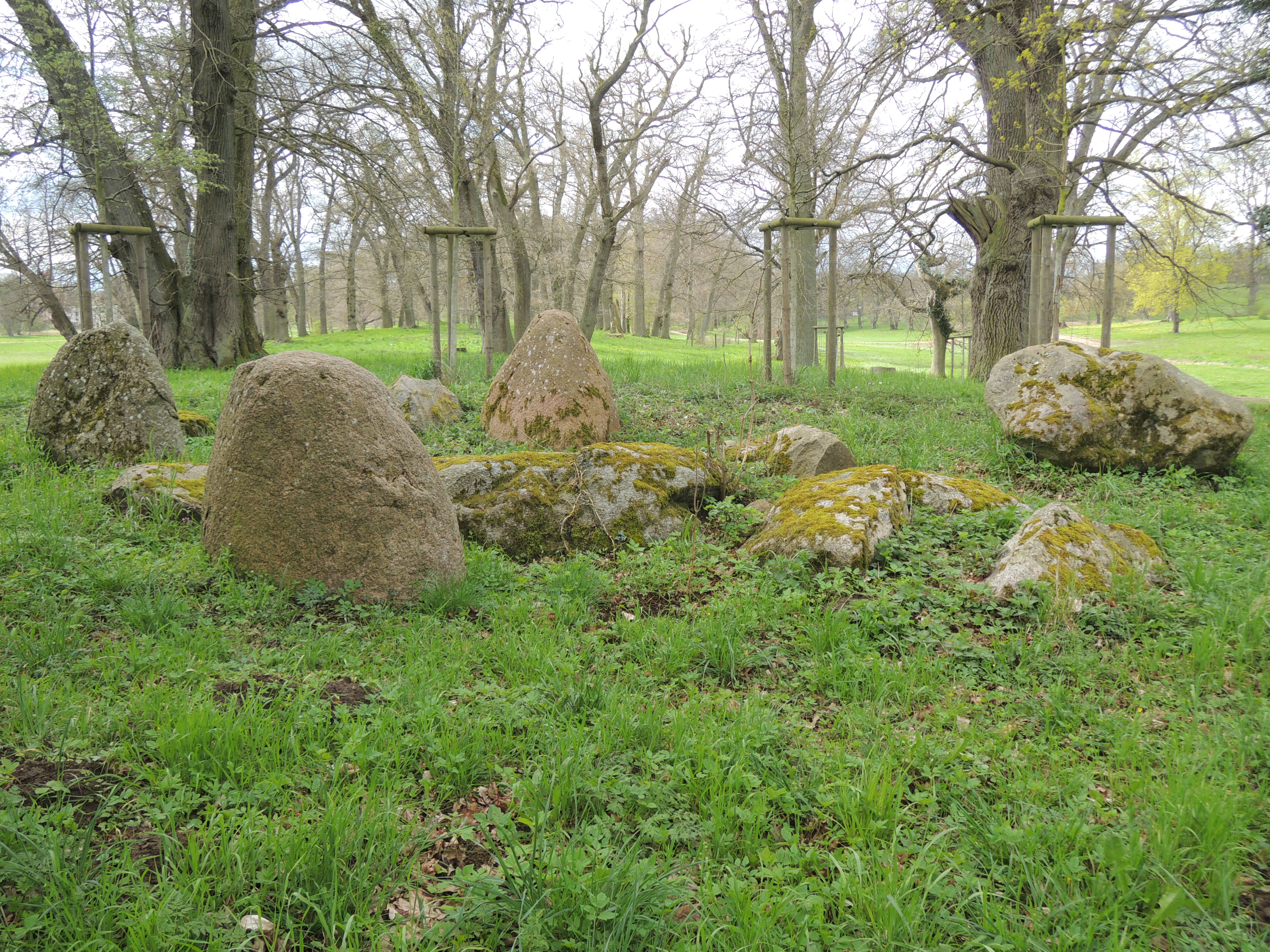
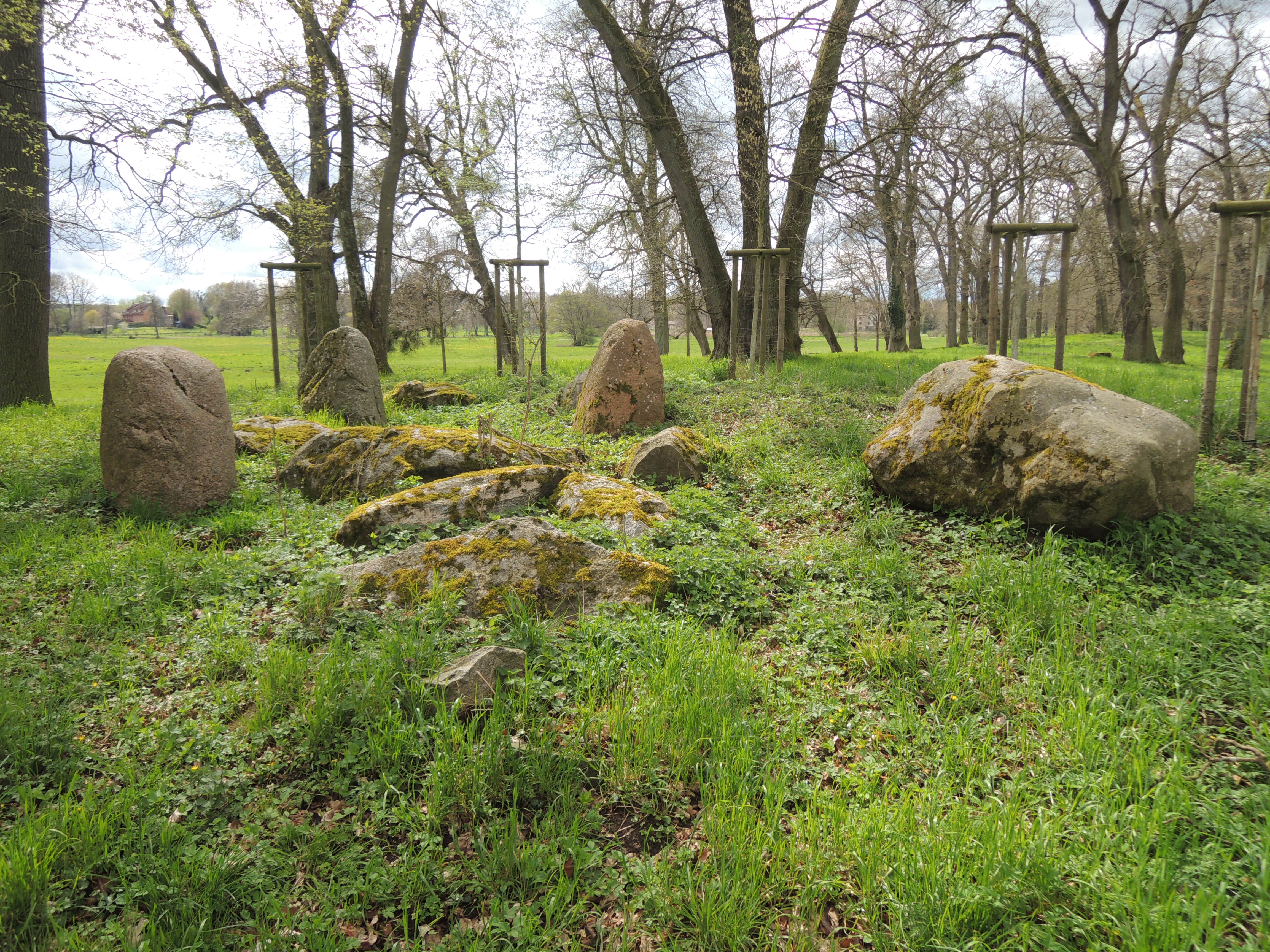

Auch bei Grab 2 handelt es sich um einen Großdolmen. Er hat eine Länge von etwa 5 m und eine Breite von etwa 2 m. Die Steinblöcke liegen alle auf dem anstehenden Boden. Ein Kammerpflaster konnte nicht festgestellt werden. Am äußeren südlichen Ende der Steinsetzung wurde eine Ansammlung von Rotsandsteinplatten festgestellt. Ewald Schuldt interpretierte den gesamten Befund als begonnenes, aber nicht vollendetes Großsteingrab. Ein 2 × 2 m messender Stein dürfte als Deckstein vorgesehen gewesen sein. Schuldt fand in der Anlage einen Schmalmeißel und mehrere Keramikscherben, darunter den Henkel eines kannenartigen Gefäßes.

### Grab 3
Grab 3 wurde zufällig bei der Suche nach Steinen für den Straßenbau entdeckt. Es wurde von Beltz als Steinkiste und von Sprockhoff als Blockkiste bezeichnet, Schuldt ordnete es hingegen als Urdolmen ein. Die nordost-südwestlich orientierte Grabkammer war auf einer natürlichen Erhöhung errichtet worden und war ursprünglich von einer 1,5 m hohen Steinschichtung überhügelt. Die Kammer hat eine Länge von 1,75 m, eine Breite von 1 m und eine Höhe von 1 m. Die Wände bestehen aus Granitplatten, wobei die nordwestliche Langseite zwei Platten aufweist, die anderen drei Seiten jeweils eine. Die Deckplatte besteht aus weißem Sandstein und weist zahlreiche Schälchen auf. Sie hat eine Länge von 2,3 m, eine Breite von 1,8 m und eine Dicke von 0,25 m.

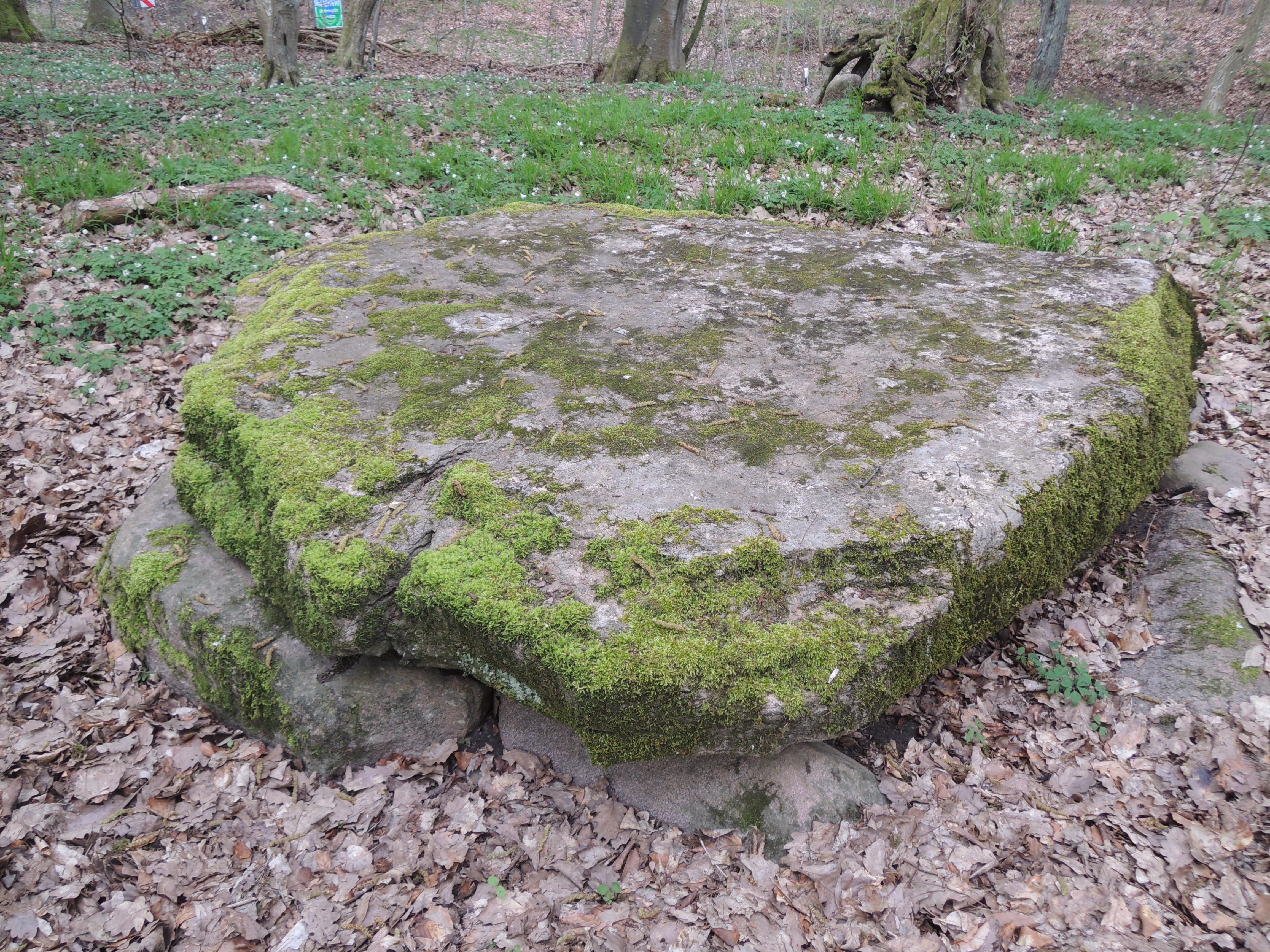
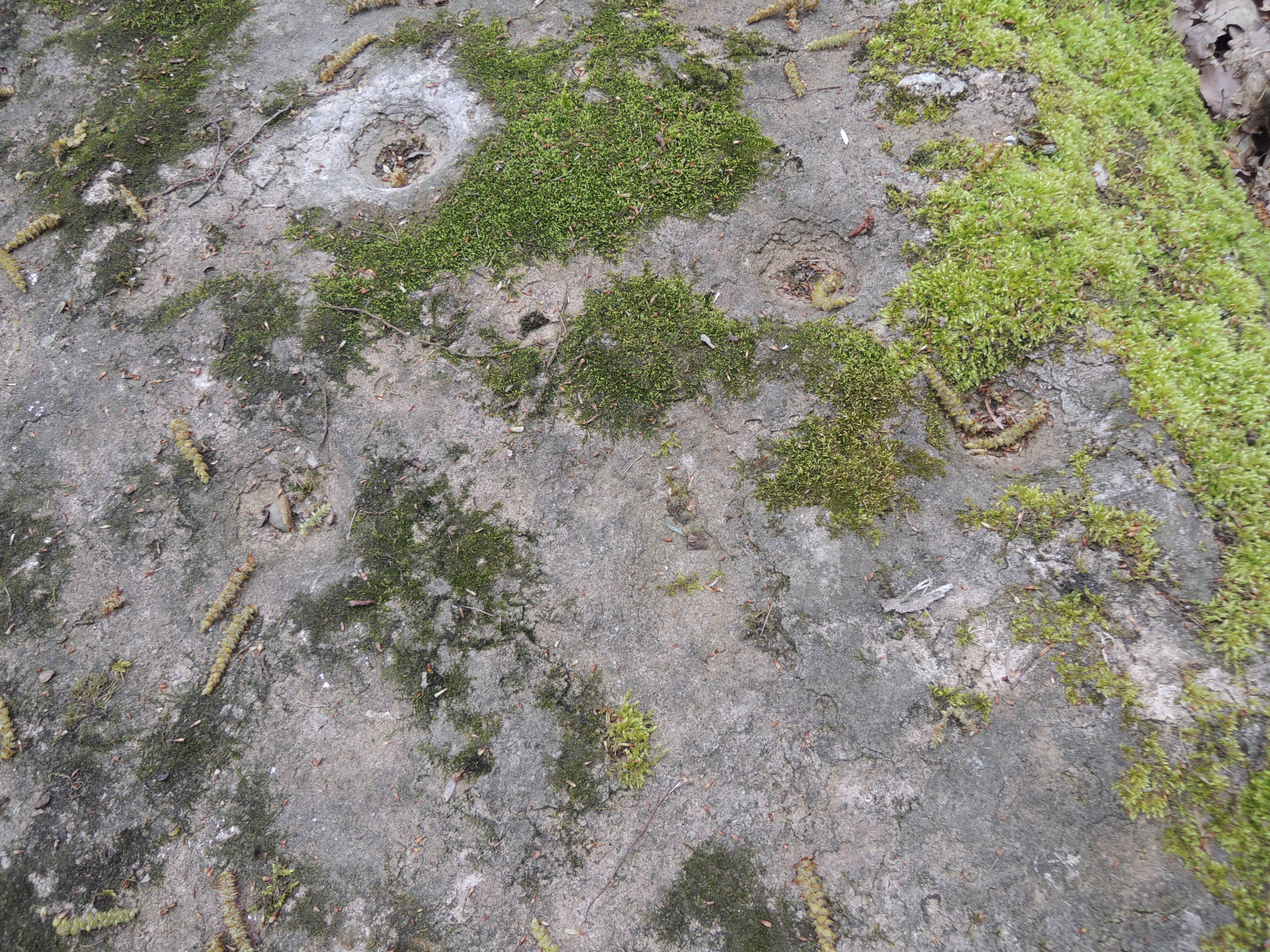
Schälchen auf dem Deckstein
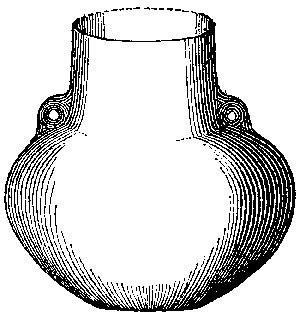
Unverzierte Amphore aus Grab 3

Die Kammer war bereits vor Beltz’ Untersuchung ausgeräumt worden und so musste er sich auf die Beschreibungen der Arbeiter verlassen. Demnach war sie mit Sand verfüllt. Im Norden lagen zwei Haufen mit menschlichen Knochen, die sich zwei Individuen zuordnen ließen, welche wohl sitzend oder hockend bestattet worden waren. Vor ihnen stand eine unverzierte Amphore. Schuldt fand bei seiner Nachuntersuchung eine unverzierte Scherbe sowie einen Schaber aus Feuerstein. Die Amphore befindet sich heute in der Sammlung des Archäologischen Landesmuseums Mecklenburg-Vorpommern in Schwerin, Schuldts Funde gelangten nach Waren (Müritz).